# Hartburn
Hartburn är en ort och en civil parish i Storbritannien.   Den ligger i grevskapet och kommunen Northumberland i riksdelen England, i den centrala delen av landet, 400 km norr om huvudstaden London. Hartburn ligger 129 meter över havet och antalet invånare är 198.
Terrängen runt Hartburn är platt. Runt Hartburn är det ganska tätbefolkat, med 78 invånare per kvadratkilometer. Närmaste större samhälle är Cramlington, 19,0 km sydost om Hartburn. Trakten runt Hartburn består i huvudsak av gräsmarker.